# Pintura minimalista

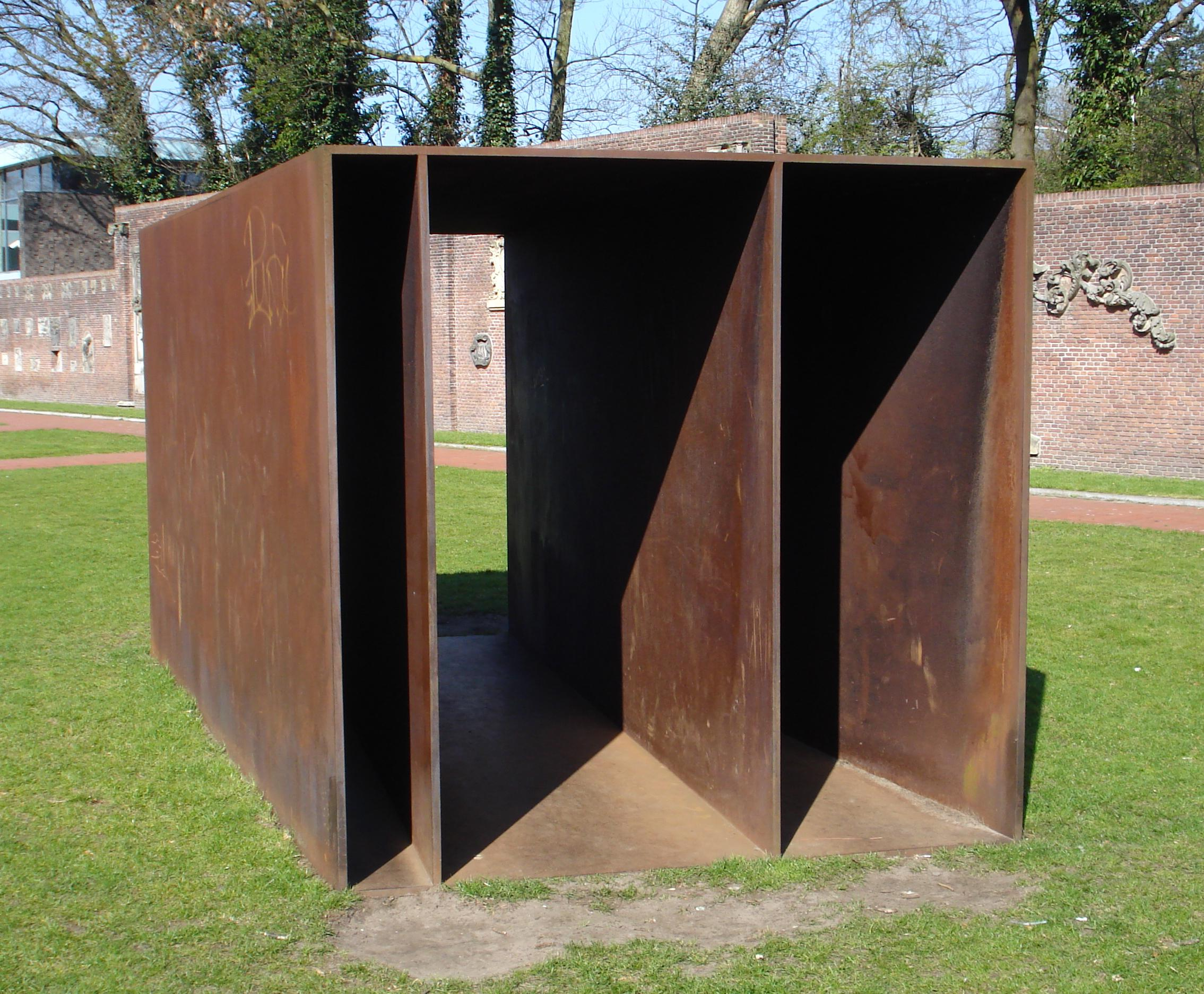
Arte Minimal. Escultura. The Hague, Donald Judd,

Minimal Art, Estructuras Primarias o Arte Minimalista denomina a un estilo más estricto geométricamente pero donde la imposición del orden no es inflexible sino más bien moderada. 
Las diferentes formas están reducidas a estados mínimos de orden y complejidad desde el punto de vista morfológico. Las obras Minimal personifican estados de máximo orden con los mínimos medios o complejidad de elementos y está más interesado por la totalidad de la obra que por las relaciones entre las partes singulares o por su ordenamiento composicional; por eso abunda la Gestalt simple: el todo es más importante que las partes. Tanto las propiedades del material, como las de la superficie y el color permanecen constantes con objeto de no desviar la atención de la obra como un todo. 
La Pintura minimalista es la aplicación del minimalismo al campo pictórico. Se trata de una pintura abstracta que se originó en los Estados Unidos, concretamente en Nueva York, en la década de los años 1960, desarrollándose durante los años 1970.

## Historia
Se considera que es una reacción contra las formas pictóricas del expresionismo abstracto. Como influencia del minimalismo en la pintura se cita a Ad Reinhardt y sus Pinturas negras, realizadas al final de su vida. Igualmente, se cita como precedente la tendencia pintura de los campos de color, dentro del expresionismo abstracto. Estas obras reduccionistas estaban en claro contraste con las pinturas mínimas pero llenas de energía de un Willem de Kooning o Franz Kline y tendían más hacia la pintura de los campos de color de Barnett Newman y Mark Rothko. También se ha apreciado la influencia del Arte del Constructivismo.
Los pintores minimalistas recibieron, además, las influencias del compositor John Cage, el poeta William Carlos Williams, y del arquitecto Frederick Law Olmsted. De manera explícita afirmaron que su arte no era una expresión de sí mismos, en completa oposición a los expresionistas abstractos de la década precedente. Muy pronto crearon un estilo minimalista, entre cuyos rasgos estaban: formas rectangulares y cúbicas, que no eran metáfora de nada; igualdad de las partes del cuadro, repetición, superficies neutras, materiales industriales, todo lo cual lleva a un impacto visual inmediato. Suelen realizar telas de gran formato en los que predomina, ante todo, el color.
El primer pintor a quien se relaciona específicamente con el minimalismo fue Frank Stella, cuyas pinturas a rayas fueron destacadas en la exposición de 1959, 16 Americanos, organizada por Dorothy Miller en el Museo de Arte Moderno de Nueva York. La anchura de las rayas en las pinturas de Stellas quedaban determinadas por las dimensiones de la madera usada para construir el marco que sujetaba al lienzo. En el catálogo de la exposición, Carl Andre señaló que el arte excluye lo innecesario, Frank Stella ha entendido necesario pintar rayas. No hay nada más en esta pintura. Aunque a partir de esta exposición, Stella recibió una atención inmediata, artistas como Ralph Humphrey y Robert Ryman habían comenzado a explorar formatos monocromáticos a finales de los años 1950. Posteriormente en 1980, se produjo una renovación de la pintura minimalista con las tendencias Neo-geo y Neo-minimal.

## Pintores relacionados con el minimalismo pictórico
- Jo Baer
- Darby Bannard
- Thomas Deyle
- Simone Haret
- Helen Frankenthaler, representante de la segunda generación de la pintura de los campos de color, enmarcada en la Abstracción postpictórica.
- Donald Judd, conocido principalmente como escultor, también realizó cuadros minimalistas.
- Ellsworth Kelly, que se distingue por sus cuadros hard edge, esto es, pintura de borde duro o de perfil limpio.
- Sol LeWitt, también escultor
- Morris Louis, representante de la segunda generación de la pintura de los campos de color, enmarcada en la Abstracción postpictórica.
- Brice Marden
- Agnès Martin, canadiense.
- Robert Mangold
- Robert Morris
- Barnett Newman, miembro de la Escuela de Nueva York, y pionero de la colorfield painting pintura de los campos de color.
- Kenneth Noland, representante de la segunda generación de la pintura de los campos de color, enmarcada en la Abstracción postpictórica.
- Robert Ryman
- Francisco Garcia Garrido (Pármulo)
- Frank Stella, miembro de la Escuela de Nueva York; desarrolló el shaped canvas, esto es, el lienzo dado forma, traduciéndose la expresión, a veces, como tela modelada.
- Larry Zox
- Yayoi Kusama

- Datos: Q6865348